# .22 BB
Le .22 BB (Bulleted Breech Cap) également connu sous le nom de 6 mm Flobert, est une variété de munitions à percussion annulaire de calibre 22. Inventée par Louis-Nicolas Flobert en 1845, c'est la première cartouche métallique à percussion annulaire. Le bouchon .22 BB et le bouchon .22 CB sont interchangeables et sont des cartouches relativement silencieuses à faible vitesse, conçues pour le tir sportif en intérieur.

## Histoire
Le Français Louis-Nicolas Flobert a inventé la première cartouche métallique à percussion annulaire en 1845. Sa cartouche consistait en une capsule à percussion avec une balle attachée au sommet. Flobert a ensuite fabriqué ce qu'il a appelé des pistolets de salon (en) pour cette cartouche, car ces fusils et pistolets étaient conçus pour être tirés dans les salles de tir intérieures des grandes maisons. Généralement dérivée des calibres 6 mm et 9 mm, elle est depuis appelée cartouche Flobert, mais elle ne contient pas de poudre ; la seule substance propulsive contenue dans la cartouche se trouve dans la capsule fulminante. En Europe, le .22 BB et le .22 CB sont tous deux appelés 6 mm Flobert et sont considérés comme la même cartouche.

## Description
Ces cartouches à percussion annulaire ressemblent beaucoup au calibre .22 de carabine à air comprimé et sont souvent utilisées pour le tir sportif en salle et la lutte contre les nuisibles à courte distance. Développée pour les galeries de tir en salle avec des « fusils de salon (en) » spéciaux, la cartouche .BB de calibre .22 a été la première cartouche à percussion annulaire, datant de 1845. Elle n'a pas de charge propulsive séparée, se fiant à l'impulsion créée par l'amorce seule pour tirer une balle ronde en plomb. Cela se traduit par une faible vitesse initiale d'environ 210 m/s ou moins. La munition .22 CB, qui tire une balle conique légèrement plus lourde et qui est disponible dans une variété de longueurs de cartouches, est plus courant.